# Patrick Powers
Patrick Robert "Pat" Powers, född 13 februari 1958 i Malibu i Kalifornien, är en amerikansk före detta volleybollspelare.
Powers blev olympisk guldmedaljör i volleyboll vid sommarspelen 1984 i Los Angeles.